# Vesuv von Wörlitz

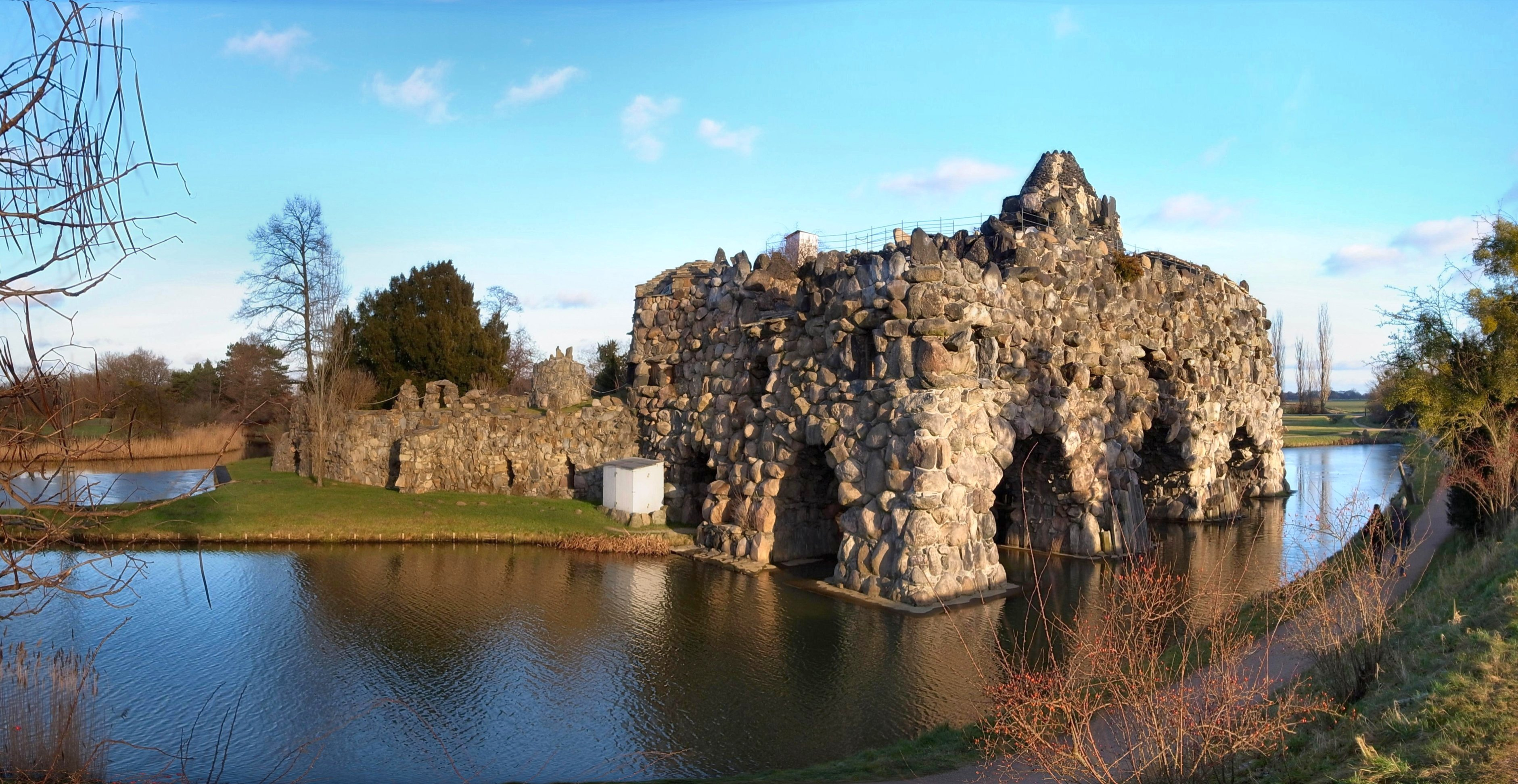
Der Vesuv von Wörlitz

Der Vesuv von Wörlitz ist ein künstlicher Vulkan im Wörlitzer Park in Oranienbaum-Wörlitz, Bundesland Sachsen-Anhalt. Er steht auf der „Felseninsel Stein“.

## Historischer Hintergrund
Das Phänomen des Vulkanismus hat die Menschen schon immer fasziniert. In Europa war es vor allem der Vesuv, der nach dem Wiedereinsetzen seiner Aktivitäten im Dezember 1631 nicht nur Furcht und Schrecken verbreitete, sondern unter den Gelehrten auch verstärkt die Frage nach den Ursachen der aus dem Berg dringenden „Feuerbrände“ aufwarf. Ältere Vorstellungen von einem im Vesuv lodernden „Höllenfeuer“ wurden dabei zunehmend von naturkundlichen Erklärungsversuchen abgelöst, welche die Aktivitäten des Vulkans zum Beispiel durch chemische Reaktionen beim Aufeinandertreffen verschiedener Elemente bedingt sahen. Die Tatsache, dass Neapel seit dem 17. Jahrhundert ein immer beliebter werdendes Ziel der Grand Tour wurde und für die Reisenden ein Aufstieg auf den „brennenden Berg“ zum obligatorischen Besuchsprogramm gehörte, verstärkte das Interesse an den Erscheinungsformen des Vulkanismus unter den Gebildeten in ganz Europa. In diesen Zusammenhang gehört auch die Konstruktion künstlicher Vulkane. Auf der einen Seite sollten sie durch Simulation solcher Ausbrüche eine „vernünftige“ Erklärung vulkanischer Erscheinungsformen liefern. Auf der anderen Seite war – ähnlich wie im Angesicht von wirklichen Vulkanen – auch die Freude am Spektakulären des Ereignisses mit im Spiel.

## Künstliche Vulkane
In diesem Sinne machte der französische Chemiker Nicolas Lémery um 1700 in Paris mit Vulkan-Maschinen von sich reden. Seiner Theorie einer Verpuffung als Folge explosiver chemischer Reaktionen folgten 1741 der Reiseschriftsteller Johann Georg Keyßler (Wie man durch Kunst einen feuerspeyenden Hügel machen könne) und 1756 der Philosoph Immanuel Kant in seinem Werk Von den Ursachen der Erderschütterungen. Auch der Vesuvforscher Sir William Hamilton, bis 1799 britischer Botschafter im Königreich Neapel, konstruierte einen „Vesuvian Apparatus“, der aber wohl eher in die Geschichte der bewegten Bilder gehört. Daneben tauchten künstliche Vesuve im Rahmen der Jahrmarkts- und Festkultur auf. Als der neapolitanische König Ferdinand IV. von Bourbon 1791 nach Florenz kam, wurde dort zu seinen Ehren im Cascine-Park ein künstlicher Vesuv installiert. Auch zu den Attraktionen verschiedener „pleasure gardens“ in London gehörten Vesuv-Ausbrüche, und eine „fürchterlich-schöne Naturszene“ mit dem „feuerspeyenden Berg Vesuv“ wird 1802 auf dem Bremer Freimarkt aufgeführt. Sogar als Kinderspielzeug war ein künstlicher Vesuv erhältlich, so im Nürnberger Spielwarenkatalog von Georg Hieronymus Bestelmeier (1803), mitgeliefert wurde „dazu gemachte Funkenfeuer, welche sehr lange speien und in denen Zimmern angezündet werden dürfen“.

## Die Wörlitzer Konstruktion

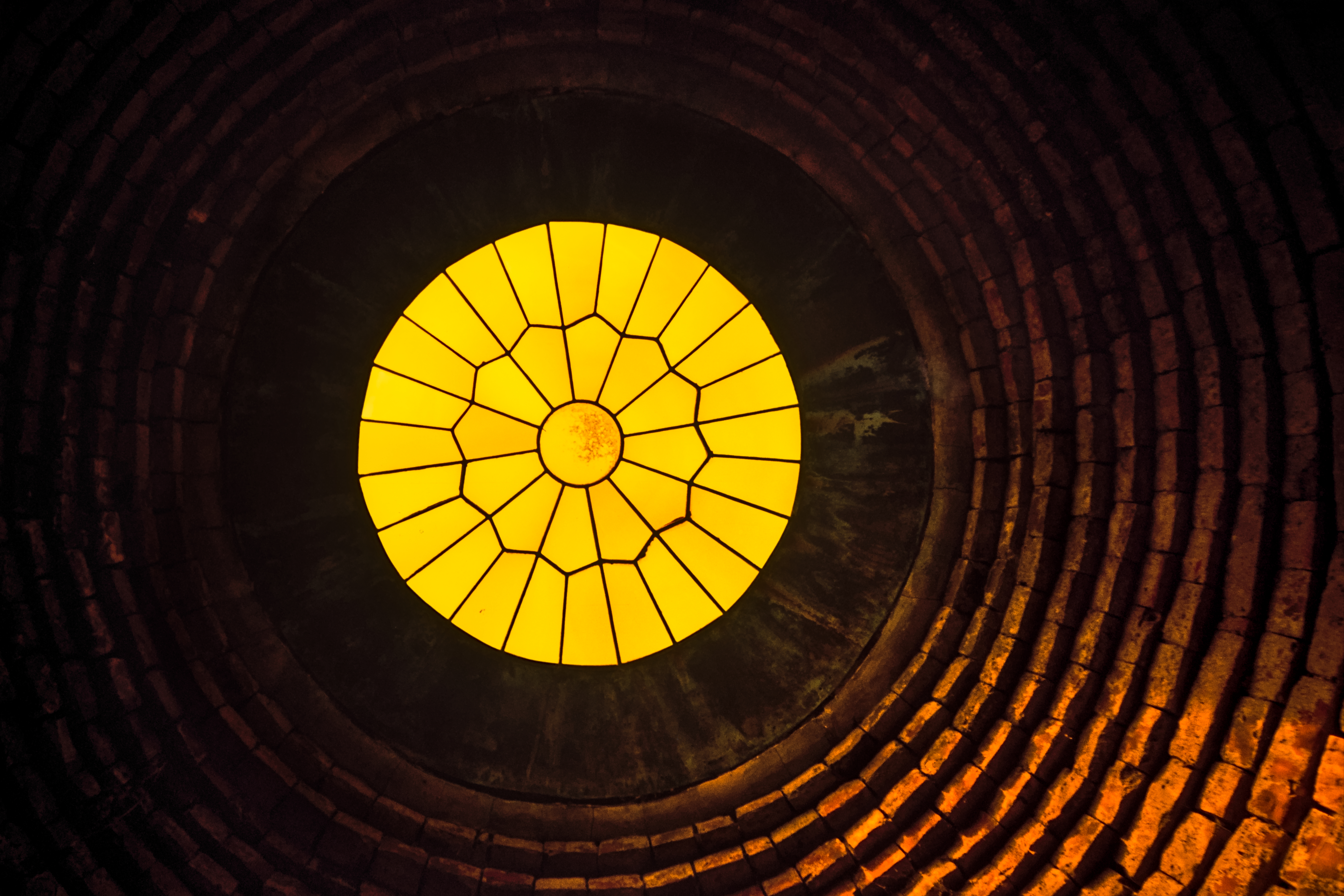
Kuppel einer Grotte im Inneren des "Berges" beleuchtet durch ein Deckenfenster aus Buntglas

Auf seiner Italienreise 1765/66 kam Fürst Leopold III. Friedrich Franz (Anhalt-Dessau) auch nach Neapel; er schloss dort Freundschaft mit Sir William Hamilton und bestieg am 28. Februar 1766 den Vesuv. Nach seiner Rückkehr beauftragte er den Architekten Friedrich Wilhelm von Erdmannsdorff (1736–1800) mit der Anlage eines neapolitanischen Ambientes im Park seines Schlosses; die Arbeiten wurden 1788 bis 1794 durchgeführt. Den Mittelpunkt bildet der „Vesuv“; um ihn gruppieren sich unter anderem eine Nachbildung von Hamiltons „Villa Emma“ auf dem Posillipo in Neapel, die Nachempfindung des antiken Theaters von Herkulaneum (das Fürst Franz auf seiner Italienreise ebenfalls besichtigt hatte), eines Columbariums sowie der von Neapel-Reisenden immer wieder bestaunten antiken Grotte durch den Posillipo. Die Anlage wurde mit einem künstlichen See umgeben, der möglicherweise an den Golf von Neapel erinnern soll. Der „Vesuv“ selber wurde aus Findlingen, Basalt und schwarzen Mansfelder Schlackensteinen erbaut, die den Eindruck von Lava erwecken sollen. Im Inneren des „Berges“ befindet sich ein kompliziertes System von Gängen, Grotten und Kammern, die an das vom Vesuv verschüttete Herkulaneum denken lassen. Die Räume tragen traditionell verschiedene Namen („Grotte der Nacht“), deren symbolischer „Sinn“ bis heute Rätsel aufgibt. Bei bestimmten festlichen Anlässen, zum Beispiel dem Geburtstag des Fürsten, wurde der „Vesuv“ zum „Ausbruch“ gebracht: ein Spektakel, das die Zuschauer von Booten aus genießen konnten. Darüber gibt es jedoch kaum präzise historische Nachrichten.

## Bedeutung
Der „Sinn“ der einzigartigen Anlage ist nicht eindeutig zu klären, zumal entsprechende historische Zeugnisse (etwa Absichtserklärungen des Fürsten) fehlen. Man kann sie als monumentales italienisches „Reisesouvenir“ verstehen, wie es fürstlichem Selbstverständnis im Zeitalter des Absolutismus nicht fremd war. Sicherlich ist sie auch eine Hommage für den in Neapel tätigen und in ganz Europa berühmten Vesuvforscher Sir William Hamilton (worauf auch die Nachbildung seiner Villa hinweist). Schließlich ist – im Rahmen des Gesamtkonzepts des „Gartenreichs“ – auch daran zu denken, dass Fürst Franz, der den Ideen der Aufklärung anhing, mit dem künstlichen Vesuv der „modernen“ vulkanologischen und erdgeschichtlichen Forschung insgesamt seine Reverenz erweisen wollte.

## Erneuerung und heutige Situation

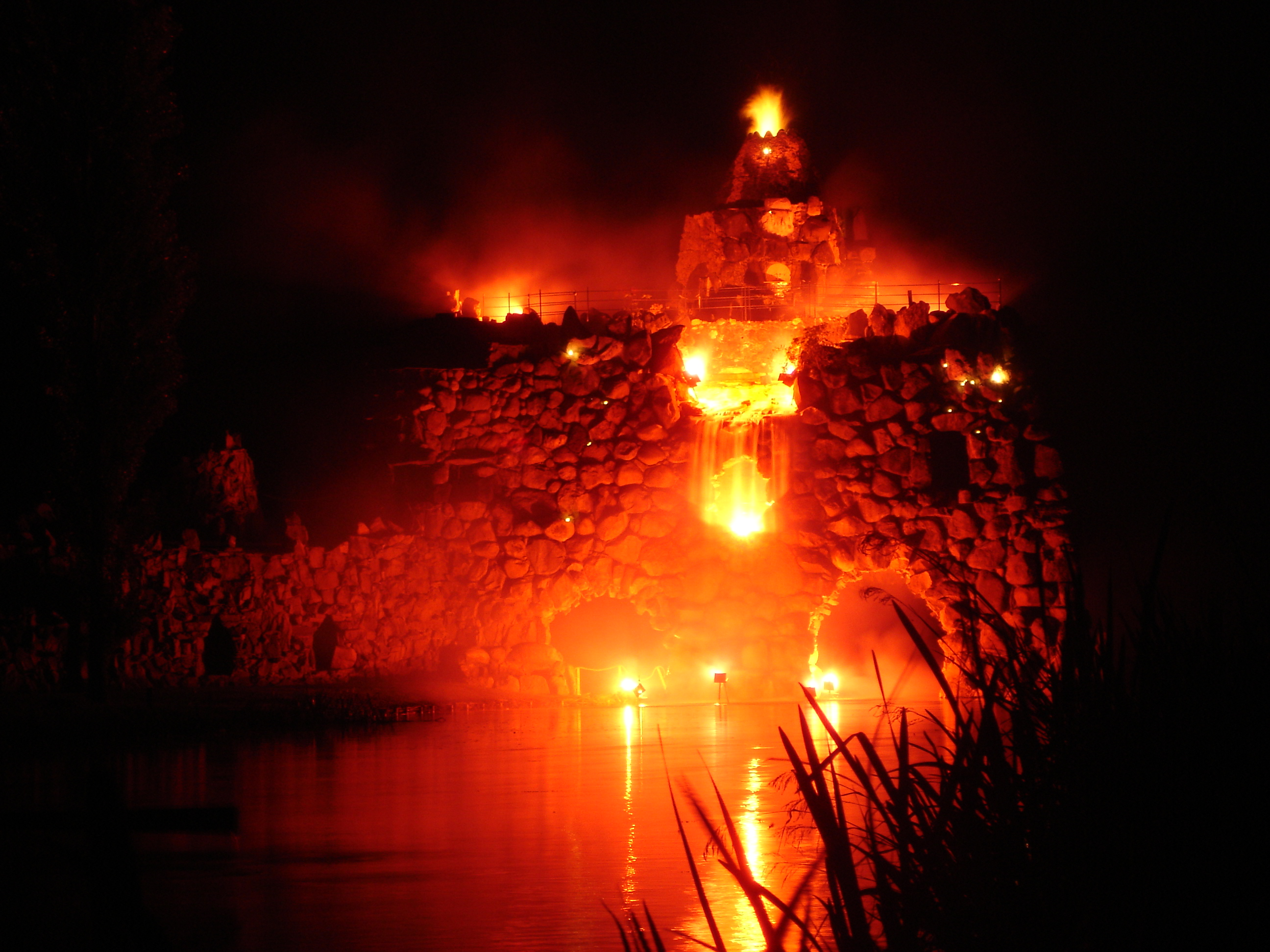
Der „Ausbruch“ 2005

Nach Vernachlässigung und schleichendem Verfall der Anlage wurde die „Felseninsel Stein“ ab 1999 mit rund 7,5 Millionen Euro restauriert. Die Mittel wurden im Wesentlichen durch die Bundesrepublik Deutschland, das Land Sachsen-Anhalt und die „Deutsche Stiftung Denkmalschutz“ zur Verfügung gestellt. Im Zusammenhang dieser Arbeiten wurde auch die historische „Technologie“ der Anlage erforscht. Im Rahmen der Wiedereröffnung der „Felseninsel Stein“ vom 2. bis 4. September 2005 wurde dann auch zum ersten Mal wieder ein „Ausbruch“ des „Vesuv“ inszeniert, wobei die verantwortlichen Feuerwerker versuchten, sich so weit wie möglich an historischen Vorgaben des 18. Jahrhunderts zu orientieren. Neben Donnergrollen, schwarzen Rauchschwaden und Feuerwerkskörpern kam der Effekt eines „Ausbruchs“ dabei vor allem dadurch zustande, dass Wasser, das aus einem verborgenen Reservoir mit einem Hebewerk nach oben gepumpt worden war, aus dem Mund einer antikisierenden Maske den Berg hinabfloss und dabei mit bengalischen Lichtern illuminiert wurde.
Der „Vesuv von Wörlitz“, heute eine der vielfältigen Sehenswürdigkeiten des „Gartenreichs“, wird seitdem in unregelmäßigen Abständen zum „Ausbruch“ gebracht. Im August 2020 soll erstmals keine Pyrotechnik mehr verwendet werden, da das Mauerwerk durch die bisherigen „Ausbrüche“ geschädigt wurde. Stattdessen sollen Licht- und Tontechnik zum Einsatz kommen.